# Volleyball Nations League 2025 (Männer)
Die Saison 2025 der Volleyball Nations League war die sechste Ausgabe dieses Wettbewerbs. Sie wurde vom 11. Juni bis 3. August ausgetragen. Frankreich trat als Titelverteidiger an, konnte diesen jedoch nicht verteidigen. Es gewann Polen, das sich im Finale mit 3:0 Sätzen gegen Italien durchsetzte. Die deutsche Mannschaft war als Teilnehmer des Vorjahres qualifiziert und belegte den 15. Platz.

## Modus
Der Wettbewerb wurde im Vergleich zum Vorjahr um zwei Teams erweitert. In der Vorrunde traten 18 Mannschaften gegeneinander an, die über drei Wochen jeweils in Sechsergruppen gegeneinander antraten. Die Ergebnisse wurden in einer Tabelle addiert. Die besten sieben Mannschaften sowie der Gastgeber qualifizierten sich für die KO-Runde.

## Teilnehmer
Das Teilnehmerfeld entsprach dem vom Vorjahr ergänzt um zwei weitere Mannschaften, den Gewinner des FIVB Volleyball Challenger Cups und die in der Weltrangliste am höchsten platzierte Mannschaft, die noch nicht qualifizierte war. Die 18 Mannschaften wurden entsprechend ihres Platzes in der Weltrangliste in drei Leistungskategorien aufgeteilt. In der Vorrunde absolvierte jede Mannschaft 12 Spiele, wobei jeweils vier Gegner aus den drei Leistungskategorien kamen.
| Oberste Leistungskategorie  | - Polen - Japan - Italien - Frankreich - Slowenien - Vereinigte Staaten           |
| Mittlere Leistungskategorie | - Brasilien - Argentinien - Kanada - Serbien - Deutschland - Kuba                 |
| Untere Leistungskategorie   | - Niederlande - Ukraine - Iran - Türkei - Bulgarien WR - Volksrepublik China CH-C |

## Vorrunde

### Erste Woche
| Gruppe 1 in Québec | Gruppe 1 in Québec | Gruppe 1 in Québec | Gruppe 1 in Québec |
| ------------------ | ------------------ | ------------------ | ------------------ |
| 11. Juni           | Bulgarien          | Italien            | 1:3                |
|                    | Argentinien        | Frankreich         | 3:1                |
|                    | Deutschland        | Kanada             | 2:3                |
| 12. Juni           | Deutschland        | Italien            | 2:3                |
|                    | Argentinien        | Kanada             | 3:2                |
| 13. Juni           | Bulgarien          | Argentinien        | 3:0                |
|                    | Frankreich         | Italien            | 3:1                |
| 14. Juni           | Kanada             | Frankreich         | 2:3                |
|                    | Bulgarien          | Deutschland        | 3:2                |
| 15. Juni           | Argentinien        | Italien            | 1:3                |
|                    | Deutschland        | Frankreich         | 3:1                |
|                    | Bulgarien          | Kanada             | 0:3                |

| Gruppe 2 in Rio de Janeiro | Gruppe 2 in Rio de Janeiro | Gruppe 2 in Rio de Janeiro | Gruppe 2 in Rio de Janeiro |
| -------------------------- | -------------------------- | -------------------------- | -------------------------- |
| 11. Juni                   | Ukraine                    | USA                        | 3:0                        |
|                            | Brasilien                  | Iran                       | 3:0                        |
|                            | Slowenien                  | Kuba                       | 3:1                        |
| 12. Juni                   | Brasilien                  | Kuba                       | 2:3                        |
|                            | USA                        | Iran                       | 3:2                        |
| 13. Juni                   | Ukraine                    | Kuba                       | 3:2                        |
|                            | Iran                       | Slowenien                  | 2:3                        |
| 14. Juni                   | Ukraine                    | Brasilien                  | 2:3                        |
|                            | USA                        | Slowenien                  | 1:3                        |
| 15. Juni                   | Brasilien                  | Slowenien                  | 3:0                        |
|                            | Ukraine                    | Iran                       | 2:3                        |
|                            | Kuba                       | USA                        | 1:3                        |

| Gruppe 3 in Xi’an | Gruppe 3 in Xi’an | Gruppe 3 in Xi’an | Gruppe 3 in Xi’an |
| ----------------- | ----------------- | ----------------- | ----------------- |
| 11. Juni          | Polen             | Niederlande       | 3:1               |
|                   | China             | Japan             | 0:3               |
|                   | Serbien           | Türkei            | 3:1               |
| 12. Juni          | China             | Serbien           | 3:0               |
|                   | Polen             | Japan             | 3:1               |
| 13. Juni          | Japan             | Serbien           | 3:0               |
|                   | Niederlande       | Türkei            | 3:1               |
| 14. Juni          | China             | Niederlande       | 3:1               |
|                   | Türkei            | Polen             | 0:3               |
| 15. Juni          | Niederlande       | Japan             | 0:3               |
|                   | China             | Türkei            | 0:3               |
|                   | Polen             | Serbien           | 3:0               |

### Zweite Woche
| Gruppe 4 in Burgas | Gruppe 4 in Burgas | Gruppe 4 in Burgas | Gruppe 4 in Burgas |
| ------------------ | ------------------ | ------------------ | ------------------ |
| 25. Juni           | Ukraine            | Frankreich         | 0:3                |
|                    | Türkei             | Slowenien          | 0:3                |
|                    | Bulgarien          | Japan              | 3:0                |
| 26. Juni           | Frankreich         | Japan              | 2:3                |
|                    | Türkei             | Ukraine            | 0:3                |
| 27. Juni           | Ukraine            | Japan              | 3:2                |
|                    | Bulgarien          | Slowenien          | 3:1                |
| 28. Juni           | Slowenien          | Frankreich         | 0:3                |
|                    | Bulgarien          | Türkei             | 0:3                |
| 29. Juni           | Slowenien          | Japan              | 0:3                |
|                    | Türkei             | Frankreich         | 0:3                |
|                    | Bulgarien          | Ukraine            | 1:3                |

| Gruppe 5 in Chicago | Gruppe 5 in Chicago | Gruppe 5 in Chicago | Gruppe 5 in Chicago |
| ------------------- | ------------------- | ------------------- | ------------------- |
| 25. Juni            | Italien             | Polen               | 3:2                 |
|                     | Kanada              | Brasilien           | 0:3                 |
|                     | China               | USA                 | 2:3                 |
| 26. Juni            | Brasilien           | China               | 3:0                 |
|                     | Kanada              | USA                 | 0:3                 |
| 27. Juni            | China               | Italien             | 0:3                 |
|                     | Kanada              | Polen               | 2:3                 |
| 28. Juni            | Brasilien           | Italien             | 3:2                 |
|                     | USA                 | Polen               | 0:3                 |
| 29. Juni            | China               | Kanada              | 0:3                 |
|                     | Brasilien           | Polen               | 3:1                 |
|                     | USA                 | Italien             | 0:3                 |

| Gruppe 6 in Belgrad | Gruppe 6 in Belgrad | Gruppe 6 in Belgrad | Gruppe 6 in Belgrad |
| ------------------- | ------------------- | ------------------- | ------------------- |
| 25. Juni            | Deutschland         | Kuba                | 1:3                 |
|                     | Niederlande         | Argentinien         | 0:3                 |
|                     | Serbien             | Iran                | 1:3                 |
| 26. Juni            | Niederlande         | Deutschland         | 1:3                 |
|                     | Serbien             | Kuba                | 1:3                 |
| 27. Juni            | Argentinien         | Iran                | 1:3                 |
|                     | Niederlande         | Kuba                | 1:3                 |
| 28. Juni            | Deutschland         | Iran                | 3:1                 |
|                     | Serbien             | Argentinien         | 1:3                 |
| 29. Juni            | Iran                | Niederlande         | 3:2                 |
|                     | Kuba                | Argentinien         | 2:3                 |
|                     | Deutschland         | Serbien             | 3:1                 |

### Dritte Woche
| Gruppe 7 in Danzig | Gruppe 7 in Danzig | Gruppe 7 in Danzig | Gruppe 7 in Danzig |
| ------------------ | ------------------ | ------------------ | ------------------ |
| 16. Juli           | China              | Frankreich         | 1:3                |
|                    | Bulgarien          | Kuba               | 2:3                |
|                    | Iran               | Polen              | 2:3                |
| 17. Juli           | China              | Iran               | 0:3                |
|                    | Kuba               | Polen              | 3:1                |
| 18. Juli           | Kuba               | Frankreich         | 2:3                |
|                    | China              | Bulgarien          | 0:3                |
| 19. Juli           | Bulgarien          | Polen              | 3:2                |
|                    | Iran               | Frankreich         | 0:3                |
| 20. Juli           | China              | Kuba               | 3:2                |
|                    | Bulgarien          | Iran               | 0:3                |
|                    | Frankreich         | Polen              | 2:3                |

| Gruppe 8 in Ljubljana | Gruppe 8 in Ljubljana | Gruppe 8 in Ljubljana | Gruppe 8 in Ljubljana |
| --------------------- | --------------------- | --------------------- | --------------------- |
| 16. Juli              | Ukraine               | Niederlande           | 3:2                   |
|                       | Serbien               | Italien               | 0:3                   |
|                       | Kanada                | Slowenien             | 1:3                   |
| 17. Juli              | Ukraine               | Italien               | 2:3                   |
|                       | Niederlande           | Slowenien             | 0:3                   |
| 18. Juli              | Ukraine               | Serbien               | 0:3                   |
|                       | Niederlande           | Kanada                | 0:3                   |
| 19. Juli              | Serbien               | Kanada                | 3:1                   |
|                       | Slowenien             | Italien               | 0:3                   |
| 20. Juli              | Ukraine               | Kanada                | 1:3                   |
|                       | Niederlande           | Italien               | 0:3                   |
|                       | Serbien               | Slowenien             | 2:3                   |

| Gruppe 9 in Chiba | Gruppe 9 in Chiba | Gruppe 9 in Chiba | Gruppe 9 in Chiba |
| ----------------- | ----------------- | ----------------- | ----------------- |
| 16. Juli          | Argentinien       | Brasilien         | 1:3               |
|                   | Türkei            | USA               | 0:3               |
|                   | Deutschland       | Japan             | 1:3               |
| 17. Juli          | Türkei            | Deutschland       | 3:1               |
|                   | Argentinien       | Japan             | 2:3               |
| 18. Juli          | Argentinien       | USA               | 1:3               |
|                   | Brasilien         | Japan             | 3:0               |
| 19. Juli          | Türkei            | Brasilien         | 1:3               |
|                   | Deutschland       | USA               | 3:2               |
| 20. Juli          | Türkei            | Argentinien       | 2:3               |
|                   | Deutschland       | Brasilien         | 1:3               |
|                   | USA               | Japan             | 0:3               |

### Gesamtwertung der Vorrunde
| Platz | Team                | Siege | Punkte | Sätze | BPQ   |
| ----- | ------------------- | ----- | ------ | ----- | ----- |
| 1.    | Brasilien           | 11    | 32     | 35:11 | 1,097 |
| 2.    | Italien             | 10    | 28     | 33:14 | 1,143 |
| 3.    | Frankreich          | 8     | 24     | 30:18 | 1,070 |
| 4.    | Japan               | 8     | 23     | 27:17 | 1,060 |
| 5.    | Polen               | 8     | 23     | 30:20 | 1,024 |
| 6.    | Slowenien           | 7     | 19     | 22:22 | 1,017 |
| 7.    | Kuba                | 6     | 20     | 28:26 | 1,018 |
| 8.    | Iran                | 6     | 19     | 25:24 | 1,025 |
| 9.    | Ukraine             | 6     | 18     | 25:25 | 0,994 |
| 10.   | Bulgarien           | 6     | 17     | 22:23 | 0,961 |
| 11.   | Vereinigte Staaten  | 6     | 17     | 21:24 | 0,973 |
| 12.   | Argentinien         | 6     | 16     | 24:26 | 0,996 |
| 13.   | Kanada              | 5     | 17     | 23:24 | 1,006 |
| 14.   | Deutschland         | 5     | 15     | 25:27 | 1,001 |
| 15.   | Serbien             | 3     | 10     | 15:29 | 0,892 |
| 16.   | Türkei              | 3     | 10     | 14:28 | 0,952 |
| 17.   | Volksrepublik China | 3     | 9      | 12:30 | 0,889 |
| 18.   | Niederlande         | 1     | 5      | 11:34 | 0,882 |

|  | = Finalrunde                                            |
|  | = Abstieg (keine Qualifikation für die kommende Saison) |

## Finalrunde
Die Finalrunde wurde vom 30. Juli bis 3. August in Ningbo (Volksrepublik China) ausgetragen.
|  | Viertelfinale 30./31. Juli | Viertelfinale 30./31. Juli | Viertelfinale 30./31. Juli |   |            | Halbfinale 2. August | Halbfinale 2. August | Halbfinale 2. August |   |  | Finale 3. August | Finale 3. August | Finale 3. August |
|  |                            |                            |                            |   |            |                      |                      |                      |   |  |                  |                  |                  |
|  | 1                          | Brasilien                  | 3                          |   |            |                      |                      |                      |   |  |                  |                  |                  |
|  | 8                          | Volksrepublik China        | 1                          |   |            |                      |                      |                      |   |  |                  |                  |                  |
|  | 8                          | Volksrepublik China        | 1                          | 1 | Brasilien  | 0                    |                      |                      |   |  |                  |                  |                  |
|  |                            |                            |                            | 1 | Brasilien  | 0                    |                      |                      |   |  |                  |                  |                  |
|  |                            | 5                          | Polen                      | 3 |            |                      |                      |                      |   |  |                  |                  |                  |
|  | 4                          | 5                          | Polen                      | 3 | Japan      | 0                    |                      |                      |   |  |                  |                  |                  |
|  | 4                          |                            |                            |   | Japan      | 0                    |                      |                      |   |  |                  |                  |                  |
|  | 5                          | Polen                      | 3                          |   |            |                      |                      |                      |   |  |                  |                  |                  |
|  | 5                          | Polen                      | 3                          | 5 | Polen      | 3                    |                      |                      |   |  |                  |                  |                  |
|  |                            |                            |                            |   | Polen      | 3                    |                      |                      |   |  |                  |                  |                  |
|  |                            | 2                          | Italien                    | 0 |            |                      |                      |                      |   |  |                  |                  |                  |
|  | 2                          | 2                          | Italien                    | 0 | Italien    | 3                    |                      |                      |   |  |                  |                  |                  |
|  | 2                          |                            |                            |   | Italien    | 3                    |                      |                      |   |  |                  |                  |                  |
|  | 7                          | Kuba                       | 1                          |   |            |                      |                      |                      |   |  |                  |                  |                  |
|  | 7                          | Kuba                       | 1                          | 2 | Italien    | 3                    |                      |                      |   |  |                  |                  |                  |
|  |                            |                            |                            | 2 | Italien    | 3                    | Spiel um Platz 3     |                      |   |  |                  |                  |                  |
|  |                            | 6                          | Slowenien                  | 1 |            |                      |                      |                      |   |  |                  |                  |                  |
|  | 3                          | 6                          | Slowenien                  | 1 | Frankreich | 1                    | 1                    | Brasilien            | 3 |  |                  |                  |                  |
|  | 3                          |                            |                            |   | Frankreich | 1                    | 1                    | Brasilien            | 3 |  |                  |                  |                  |
|  | 6                          | Slowenien                  | 3                          |   | 6          | Slowenien            | 1                    |                      |   |  |                  |                  |                  |

### Gesamtwertung nach der Finalrunde
Bei den abschließenden Platzierungen flossen die Ergebnisse der erreichten Finalrunde mit ein.
| Platz | Team                |
| ----- | ------------------- |
| 1.    | Polen               |
| 2.    | Italien             |
| 3.    | Brasilien           |
| 4.    | Slowenien           |
| 5.    | Frankreich          |
| 6.    | Japan               |
| 7.    | Kuba                |
| 8.    | Volksrepublik China |
| 9.    | Iran                |
| 10.   | Ukraine             |
| 11.   | Bulgarien           |
| 12.   | Vereinigte Staaten  |
| 13.   | Argentinien         |
| 14.   | Kanada              |
| 15.   | Deutschland         |
| 16.   | Serbien             |
| 17.   | Türkei              |
| 18.   | Niederlande         |